# Polskie Stronnictwo Ludowe „Piast” (1913–1931)

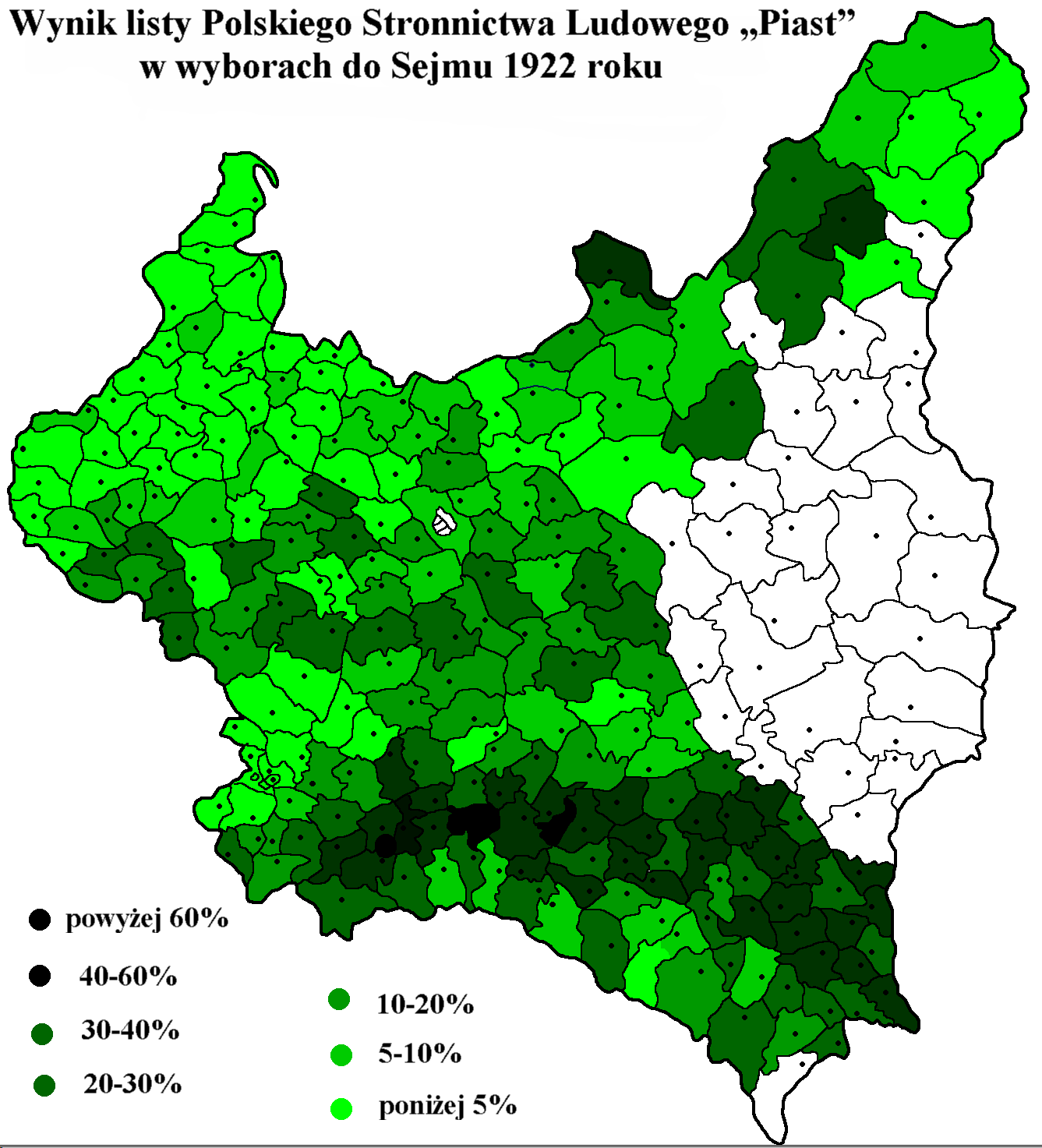
Poparcie listy Polskiego Stronnictwa Ludowego „Piast” w wyborach do Sejmu w 1922

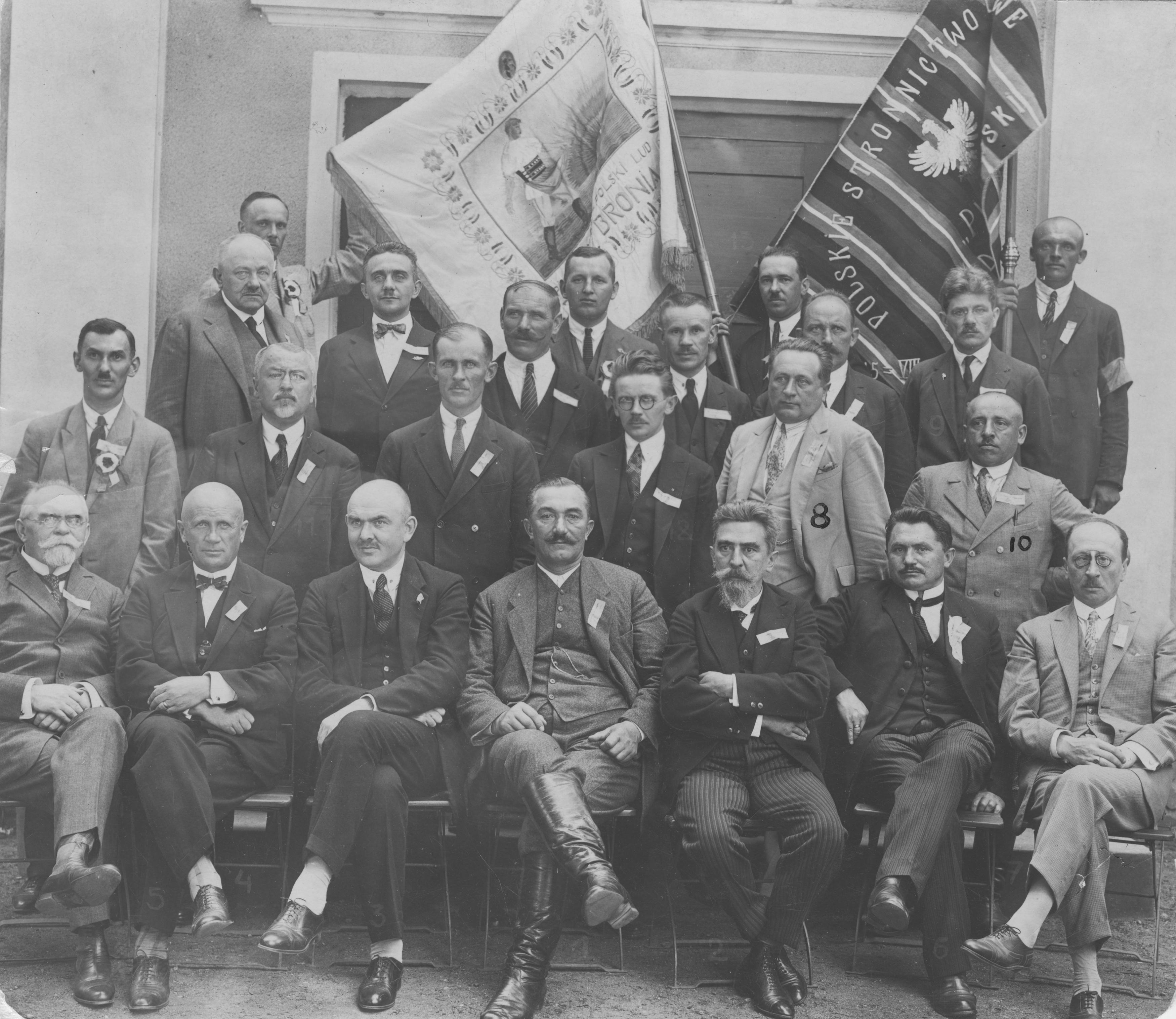
Aktywiści PSL „Piast” w 1927. Widoczni m.in. Wincenty Witos, Władysław Kiernik, Wiktor Kulerski, Jan Dębski

Polskie Stronnictwo Ludowe „Piast” – polskie ugrupowanie polityczne o charakterze ludowym.

## Zarys programu
PSL „Piast” opowiadało się za ustrojem demokracji parlamentarnej, głosiło konieczność reformy rolnej za odszkodowaniem i tworzenia dużych gospodarstw chłopskich, było partią o światopoglądzie chrześcijańskim. Jednocześnie działacze oponowali wobec prób podporządkowania sobie ugrupowania, jakie podejmował bp Leon Wałęga. Podkreślano rolę oświaty i znaczenie ruchu spółdzielczego.
Stronnictwo miało silne wpływy w organizacjach społeczno-gospodarczych, m.in. w Małopolskim Towarzystwie Rolniczym i Centralnym Związku Kółek Rolniczych.

## Historia
Powstało 1 lutego 1914 roku w Tarnowie z rozłamu w Polskim Stronnictwie Ludowym, do którego doszło 13 grudnia poprzedniego roku. Ugrupowanie założyli działacze skupieni wokół tygodnika „Piast” oraz członkowie PSL – Zjednoczenia Niezawisłych Ludowców (wcześniejsza secesja PSL). Na czele partii stanął Jakub Bojko, którego na krótko zastąpił w 1918 roku dotychczasowy prezes połączonego z PSL „Piast” Zjednoczenia Ludowego Jan Sadlak, by w końcu został nim poprzedni wiceprezes Wincenty Witos.
Podczas I wojny światowej działacze PSL „Piast” weszli do Naczelnego Komitetu Narodowego oraz poparli werbunek do Legionów. Po 1917 roku Stronnictwo zbliżyło się do Narodowej Demokracji. W październiku 1918 roku współtworzyło Polską Komisję Likwidacyjną. W latach 1918–1919 do PSL „Piast” przyłączyły się: część Zjednoczenia Ludowego w Królestwie Polskim, Zjednoczenie Włościan w Wielkopolsce, ludowcy z Pomorza Gdańskiego oraz część działaczy PSL „Wyzwolenie”.
W wyborach do Sejmu w 1922 roku PSL „Piast” uzyskało 70 mandatów poselskich i 17 senatorskich. Stronnictwo było najsilniejszą partią chłopską, a w Sejmie zajmowało pozycję centrową. PSL „Piast” wielokrotnie uczestniczyło w koalicjach rządowych. W 1923 i 1926 roku wspólnie z ZLN i Chadecją utworzyło rząd tzw. Chjeno-Piasta. Prezes Witos był trzykrotnie premierem (1920–1921, 1923 i 1926). Bastionem PSL „Piast” był obszar byłej Galicji Zachodniej.
Po 1926 roku PSL „Piast” pozostawało w opozycji do sanacji: od 1929 roku wchodziło w skład Centrolewu. W 1930 roku niektórzy jego działacze zostali aresztowani i uwięzieni w twierdzy brzeskiej, a następnie skazani w procesie brzeskim.
W 1931 roku PSL „Piast” połączyło się z PSL „Wyzwolenie” i Stronnictwem Chłopskim, tworząc Stronnictwo Ludowe.

## Działacze

### Prezesi
- Jakub Bojko (1914–1918)
- Jan Sadlak (1918)
- Wincenty Witos (1918–1931)

## Organy Prasowe PSL „Piast”
- „Piast”
- „Wola Ludu”
- „Gazeta Ludowa”
- „Włościanin”
- „Gazeta Grudziądzka”